# Giclee

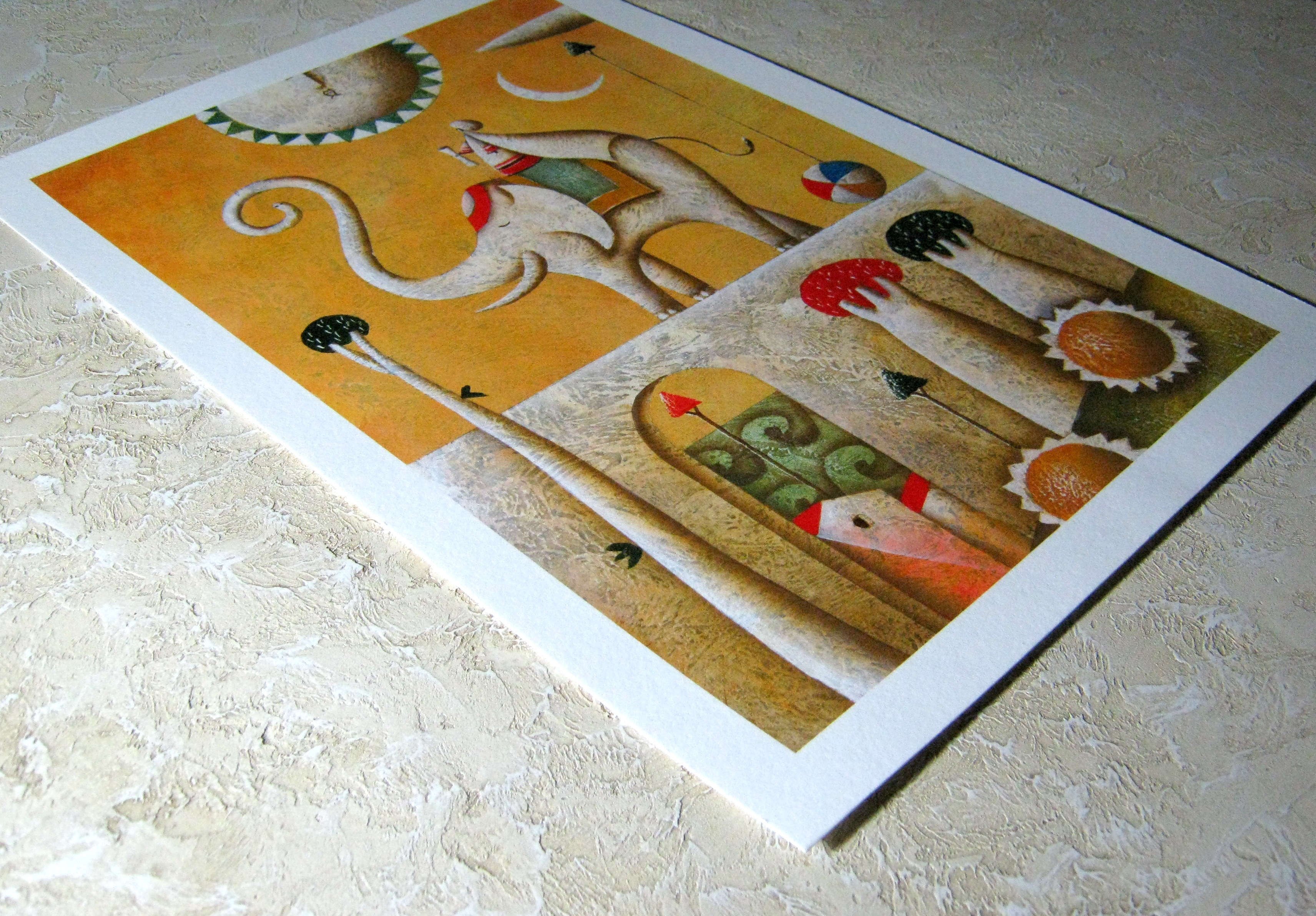
Giclee

Een giclee (uitspraak: zjie-klee) is een afdruk die uit verschillende kleurlagen bestaat en gemaakt is met een inkjetprinter. Deze druktechniek is in de Verenigde Staten ontwikkeld.
De gicleermethode wordt vooral gebruikt om reproducties van kunstwerken te maken. De term giclee is afgeleid van het Franse werkwoord "gicler", dat stralen of vernevelen betekent. Deze techniek gebruikt de ononderbroken inktstralen, die verschillende kleurlagen op het papier aanbrengen. Kunstenaar Jack Duganne gaf in 1991 de naam giclée aan dit toen nieuwe drukprocedé.
De hoogste kwaliteit wordt verkregen met:
- hoogwaardig papier
- een hoge kwaliteit inkt, op basis van echte pigmenten
- een piëzo-printkoptechnologie, waardoor de inkthoeveelheid en frequentie zeer nauwkeurig kunnen worden gedoseerd

Met deze gepigmenteerde inkten kan een kleurechtheid worden verkregen van 100 jaar of meer.
Voor het vervaardigen van een giclee moet het werk allereerst gedigitaliseerd worden. Ook is het mogelijk deze techniek te gebruiken voor werk dat op een beeldscherm wordt ontworpen en waarvan enkel een digitaal origineel bestaat, de zogenaamde digitale kunst.

## Monogiclee
Indien een digitaal werk niet in oplage maar slechts eenmaal wordt afgedrukt, spreken we van een monogiclee.